# Collegio di Kingston upon Hull North and Cottingham
Kingston upon Hull North and Cottingham è un collegio elettorale situato nell'East Riding of Yorkshire, nella regione dello Yorkshire e Humber, e rappresentato alla Camera dei comuni del Parlamento del Regno Unito. Elegge un membro del parlamento con il sistema first-past-the-post, ossia maggioritario a turno unico; l'attuale parlamentare è Diana Johnson del Partito Laburista, che rappresenta il collegio dal 2024.

## Estensione
Il collegio comprende i seguenti ward: 
- nell'East Riding of Yorkshire: Cottingham North e Cottingham South;
- nella città di Kingston upon Hull: Avenue; Beverley and Newland; Bricknell; Central; Kingswood; Orchard Park; University e West Carr.[1]

## Membri del parlamento
| Elezione | Elezione | Deputato      | Partito   |
| -------- | -------- | ------------- | --------- |
|          | 2024     | Diana Johnson | Laburista |

## Elezioni

### Elezioni negli anni 2020
| Partito                    | Partito                                      | Candidato                  | Risultati 4 luglio 2024 | Risultati 4 luglio 2024 |
| Partito                    | Partito                                      | Candidato                  | Voti                    | %                       |
| -------------------------- | -------------------------------------------- | -------------------------- | ----------------------- | ----------------------- |
|                            | Laburista                                    | Diana Johnson              | 18 480                  | 48,34                   |
|                            | Reform UK                                    | Martin Baker               | 7 801                   | 20,41                   |
|                            | Conservatore                                 | Callum Terence Procter     | 4 897                   | 12,81                   |
|                            | Lib Dem                                      | Craig Woolmer              | 3 246                   | 8,49                    |
|                            | Verdi                                        | Kerry Elizabeth Harrison   | 2 322                   | 6,07                    |
|                            | Indipendente                                 | Ahmet Cinalp               | 720                     | 1,88                    |
|                            | Yorkshire                                    | Rowan Adam Halstead        | 339                     | 0,89                    |
|                            | TUSC                                         | Michael John Whale         | 262                     | 0,69                    |
|                            | Indipendente                                 | Pauline Peachey            | 161                     | 0,42                    |
|                            |                                              |                            |                         |                         |
| Iscritti                   | Iscritti                                     | Iscritti                   | 75 280                  | 100,00                  |
| ↳ Votanti (% su iscritti)  | ↳ Votanti (% su iscritti)                    | ↳ Votanti (% su iscritti)  | 38 228                  | 50,78                   |
| ↳ Astenuti (% su iscritti) | ↳ Astenuti (% su iscritti)                   | ↳ Astenuti (% su iscritti) | 37 052                  | 49,22                   |
|                            |                                              |                            |                         |                         |
|                            | Esito: collegio a Laburista (nuovo collegio) |                            |                         |                         |